# The True Black Essence
The True Black Essence – nieoficjalny bootleg szwedzkiego zespołu Bathory. Wydany w 1999 roku. Znajdują się na nim utwory z Demo 83-84 oraz takie, które nie zostały nigdy wcześniej wydane na albumie studyjnym.

## Lista utworów
1. "Intro" (Demo 83-84, remastered version)
2. "In Conspiracy with Satan" (Demo 83-84, remastered version)
3. "Necromancy – Sacrifice" (Demo 83-84, remastered version)
4. "Raise the Dead" (Demo 83-84, remastered version)
5. "Sacrifice" (Edit-version)
6. "The Return of the Darkness and Evil" (Edit-version)
7. "Valhalla"
8. "Satan My Master"
9. "In Nomine of Satan"
10. "Resolution Greed"
11. "Witchcraft"
12. "Genocide"
13. "Call from the Grave" (Live '87)
14. "Interview with Quorthon" (1991)
15. "One Rode to Asa Bay" (Teledysk na CD-Rom)

## Twórcy
- Quorthon - wokal, gitara, perkusja, gitara basowa
- Kothaar - gitara basowa
- Vvornth - perkusja